# Герб Кіцмані
Герб Кі́цмані — герб районного центру Чернівецької області міста Кіцмані. Затверджений 31 січня 2002 року рішенням N5/1 XXII сесії міської ради XXIII скликання. Автор — О.Олійник.

## Опис
|  | Щит розтятий на зелене й лазурове поля; у центрі срібний здиблений кінь, у верхньому лівому куті — срібна бочка, пробита срібним півмісяцем. Щит обрамований декоративним картушем з датою 1413 i увінчаний срібною міською короною з трьома вежками. В оздобленні картуша — букові листки і червона квітка рути (рододендрону). |

## Символіка
Кінь є символом працьовитості, він використовувався на давньому гербі міста. Бочка з півмісяцем указує на легенду про жінку Кіцу, яка втопила турецького воїна в бочці. Лазур означає багаті водні ресурси, а зелений — щедру рослинність.

## Історія
Герб австрійського періоду: У червоному щиті із зеленою базою біжить срібний кінь із чорними очима.
Під час румунської окупації краю у 1934 році було затверджено герб міста.
|  | В щиті зображено дві зелених ялини в срібному полі, внизу в червоному полі — срібна кінська голова. Щит увінчаний срібною міською короною з трьома вежками. |